# 聲音×魔法
《聲音×魔法》（おと×まほ）是白瀨修撰寫，泰插畫的輕小說作品，由Softbank的GA文庫出版發行。中文版由尖端出版社代理發行。

## 故事簡介
普通的中學男生白姬彼方，某天突然被母親此方強迫簽下成為「魔法少女」的契約書。如果簽約者毀約，會被轉換性別作為懲罰。要是不履行「魔法少女」的義務，彼方便會被變成女生。
莫名其妙的得到變身成「魔法少女」的能力的彼方，在會說話的貓魔耶露的陪伴下，開始以穿著綁腿褲的魔法少女姿態對抗敵人「Noise」……

## 登場人物
声优名出自广播剧CD。
白姬 彼方（声：矢島晶子）
主人公。除了留着及腰长髮，外表像女孩子这点以外，是个普通的中学男生。某天，被母亲强迫成为「魔法少女·彼儿」，并且得和Noise战斗。若是解除契约，会被变成真正的女孩子，就算不愿意也得拿起魔杖Over there和敌人作战。
变身后发型会变成双马尾，穿着衬衫和迷你裙。为了避免身为男性的事时曝光，裙子底下穿着绑腿裤（变身后自动着装）。擅长近身战，把Over there当成棍棒使用，有敌人很远的时候会把身边拿得到的东西（Over there、魔耶露等等）丢出去的坏习惯。
此方说过，「要了解到真正的痛苦」的事情。还有，「不服输」的样子，形成一种「不服输气（？）」的情况（现在能发挥的对手有连音、菲雅奈丝）。
彼方特征的银白长髮是从小就开始留的，7岁时已经到了可以「做出一个漂亮的发髻」的长度了。头发长是因为家训的关系。去美容院的时候，也只是修剪浏海的程度而已。
第三卷时母亲此方回来，（虽然有魔耶露）家务基本都是自己做的，本来是家务万能的样子。料理也很擅长。
每次都是用奇怪的Cosplay（女装）给彼方穿。特别是第8卷当中作者白濑修的欲望（作者说「7卷当中彼方的变装不足」）给弄出了7种Cosplay（最终，最后的一张作者说插画担当者泰（ヤス）的画与本篇毫无关系就是了）。
- Over there

彼方的魔法道具。在笔直伸长的淡青色杖身的前端有被银色装饰器固定住的透明无色宝石。外表朴素，看起来像是很长的手杖。
道具的意义（呼叫时的咒文）为「遍及天空的尽头」。能够使用名为“苍之轨迹”的魔力冲击，使用时先用杖在空中描绘出轨迹，再将手杖压在轨迹上，便能放出魔力冲击。具有强大的破坏力，甚至能够将大型建筑物完全消灭。由于男性理应无法使用魔法，彼方在使用魔力冲击时无法控制魔力，一次攻击就会把魔力耗尽，魔力回复前无法再度使用。
延伸技能是使用Over there回转而描绘出螺旋状的轨迹并向周围发动的（初次使用是利用了周围宽广的地形）「苍之螺旋」，在此之上进一步发展，在正面描绘出螺旋，然后从中心投掷出Over there，就是使用全部魔力的「苍之螺旋-Canon」的技能。
- Cross over there

在第3卷和第4卷有登场。彼方的契约损坏的时候Over there会随之变化。装饰也会变化，比以前更像魔法少女的道具。而且，服装也会变化，肩膀露出，没有了绑腿裤。
当彼方变成女生之后，因为可以控制魔力，所以可以连续使用「苍之轨迹」。变成女生之后可以比原来更加灵活的使用魔力，创造领域「苍之世界」能够发动（据魔耶露说「强行改写」的样子）。
- Over phase

初登场于第7卷，在一度被破坏的Over there上、彼方与魔耶露的魔力融合所产生的新形态。最前端的宝石变成了被新月守护的形状。因为有魔耶露的加入，于是可以控制魔力了。身体能力?魔力量大大高于通常状态下的Over there，突破限制的话甚至可以飞行。
现在「濑乃」的最高层是历代最有素质的赛拉诺，初次使用却毫无损伤。那时，全力分胜负的「苍之起点（蒼の始点）」发动了（具体效果不明，推测是彼方现在能用的魔法当中最高等级的）。
变身时的服装会有些许不同，貌似是和魔耶露的思考的服装有所关联。
白姬 此方
彼方的母親，除了頭髮長度以外，幾乎長的和彼方一模一樣，外表像是小學高年級學生。在私底下變身為魔法少女和Noise作戰，某天突然說出要出外旅行而把魔法少女的責任交給兒子彼方。作品中有到世界各地旅行，在第三集時終於回到家裡。變身後穿著粉紅與白色調的洋裝。
魔法少女的實力遠超過彼方等人，一個人就能夠清除數個強力的Noise。
- 魔法道具 不明

櫻花色的三角披肩。詳細不明，具有強大的力量，使用時會有櫻花花瓣飄散。
呼叫魔法道具的咒文為「在此處發芽，生命之花」。
魔耶露（声:皆川純子）
白姬家養的貓。彼方以為是普通的貓，實際上是魔法少女的照顧者並能說人話。過去在無家可歸時被此方撿回家。
有能夠打倒弱的Noise的力量。彼方被輕視時會比彼方還要生氣。
明日野 丈（声:小林和矢）
彼方自稱「情報屋」的同班同學。對次文化的知識豐富，特別是魔法少女萌系動畫。平時會把彼方捲入各種事件而受到物理的制裁。名字取自「小拳王」
委員長（声:斎藤千和）
班級委員長。步調獨特的眼鏡少女，同學都稱呼她「委員長」，本名不明。常常會有誘惑彼方的言行。
實際上是魔法少女，不知道名字因為受到認識阻礙的影響，為了某個目的而來到彼方他們的城鎮。
變身後的服裝是裙子長度及膝的純白洋裝。
- 魔法道具 Shine preventer

純白的傘，形象是和彼方的Over there相對的白雲。
呼叫魔法道具的咒文是「這是遮蔽一切之物」。
能用白霧遮蔽對手的視線以及用白色龍捲風攻擊。
樋野 留真 / 克蕾絲・恰貝魯（声:小清水亞美）
彼方居住的大枝鎮鄰鎮的紅髮魔法少女，非常笨拙，實戰經驗豐富，用硬幣為武器和Noise作戰。說話語尾會加上「呢」。被彼方取了「克蕾妹」這個綽號，本人十分討厭。
實際為孤兒，為了取回養育自己的教會而成為魔法少女。非常窮，住在位於公園的帳篷裡，常常餓肚子。
變身後的姿態為散發著金色粉末的火紅洋裝。
魔耶露以「留子」、「呢少女」、「克蕾子」等方式稱呼她。
- 魔法道具 With interest

外型為吊在胸口的金色硬幣，呼叫魔法道具的咒文為「永無止盡的金華之焰」。
彈出金色硬幣攻擊。被硬幣碰到的對手周圍會出現大量硬幣並進行全方位攻擊。胸口的硬幣原本是冰冷的銀幣，萌生守護重要事物的想法後轉變為有如被火焰包圍的金色硬幣。
幾瀨 依
魔法少女之一，24歲的女性上班族，胸部很大。和瑠真同時成為Tuner。看到可愛的東西後會陷入妄想狀態並緊緊抱住，彼方和瑠真時常成為受害者。
外表年輕，不像是二十多歲的人，本人卻因為一把年紀還被叫做魔法少女而感到自卑，提到年齡話題時會陷入低潮。平時有在練習格鬥技，不變身也相當有體力，和彼方同樣擅長近身戰。
變身後的姿態後是較短的洋裝和黑色長襪，比起其他魔法少女顯得較為沉穩。
- 魔法道具 Linkers

外型為細長鎖鍊，呼叫時的咒文為「鎖鏈阿，糾纏住牽絆」。
能捲住拳頭當作拳套以提升攻擊力，或是綁住對手以限制行動等等。非戰鬥時從肩膀卷到腰間。
艾菲克特
和彼方與依作戰過的強敵，擔任大枝中學的英語教師。
能夠自由變化姿態與性別。
現在的姿態是身高170前後的中性美人，聲音也是無法判斷男女的中性嗓音。
必殺技為「Distortion」，能用魔力振動抵銷對方的魔力。
織梳 伊織
就讀高中二年級，身高略高於委員長。
具有雙重人格，原本為溫和的大姐姐，變身後會轉變為好戰性格。
魔法少女裝扮為黑色騎士裝。
- 魔法道具 Silk string

形狀為銀色的針。後端開有像是縫衣針的洞。
戰鬥時使用針和線纏住對手，並以魔力振動直接攻擊無法行動的敵人。

## 名詞解釋
Tuner
被稱為魔法少女的人們，不為人知的和Noise作戰。
有巨大組織作為後台，在和Noise作戰時產生很大破壞的情況能夠很快反應，也能夠湮滅證據。組織似乎已經存在很久。
戰鬥時能靠著變身提高身體能力、防禦力和回復能力。
能夠依照打倒的Noise的數量和強度取得酬勞。
Noise
破壞世界調律之物。詳細不明，但是由人們的想法、願望所成型。原本的人越強，誕生的Noise也越大。姿態依照個體而有所不同，大部分是以異形的狀態存在。不具有明確的意志，會襲擊周遭的人事物。也有力量很弱，形狀不固定，像是史萊姆的存在。
出現時Tuner會聽到雜音，越接近雜音越大。
魔法道具
簡單來說就是用來使用魔法的道具兼武器。外型和能力因人而異，反映出持有著內心深處的願望。持有者靠著各自的咒語招換魔法道具。
持有者精神狀況不穩定時會無法呼叫，在精神變化時也會外型和性質也會跟著改變。

## 出版書籍

### 日文版
1. 2007年5月31日初版 ISBN 978-4-7973-4164-5
2. 2007年8月31日初版 ISBN 978-4-7973-4293-2
3. 2007年12月31日初版 ISBN 978-4-7973-4538-4
4. 2008年3月31日初版 ISBN 978-4-7973-4752-4
5. 2008年7月31日初版 ISBN 978-4-7973-4918-4
6. 2008年12月31日初版 ISBN 978-4-7973-5176-7
7. 2009年3月31日初版 ISBN 978-4-7973-5407-2
8. 2009年7月31日初版 ISBN 978-4-7973-5537-6
9. 2009年12月31日初版 ISBN 978-4-7973-5763-9
10. 2010年4月30日初版 ISBN 978-4-7973-5937-4
11. 2010年9月30日初版 ISBN 978-4-7973-6146-9
12. 2010年12月31日初版 ISBN 978-4-7973-6286-2
13. 2011年6月30日初版 ISBN 978-4-7973-6560-3
14. 2011年11月30日初版 ISBN 978-4-7973-6814-7
15. 2012年7月15日初版 ISBN 978-4-7973-6923-6
16. 2015年6月12日初版 ISBN 978-4-7973-7528-2

### 中文版
1. 2008年8月13日初版 ISBN 978-957-10-3912-1
2. 2008年10月15日初版 ISBN 978-957-10-3945-9
3. 2009年3月3日初版 ISBN 978-957-10-4007-3
4. 2009年10月2日初版 ISBN 978-957-10-4152-0
5. 2010年5月12日初版 ISBN 978-957-10-4289-3
6. 2010年10月21日初版 ISBN 978-957-10-4384-5
7. 2011年10月21日初版 ISBN 978-957-10-4658-7
8. 2012年9月15日初版 ISBN 978-957-10-5004-1

## 廣播劇CD
Frontier Works在2008年8月27日發售。

## 漫畫
在Yahoo! Comic的免費漫畫Flex Comix Next於2008年10月開始連載。作畫為。
1. 2010年12月5日初版 ISBN 978-986-10-5285-4
2. 2010年12月5日初版 ISBN 978-986-10-5286-1
3. 2010年4月20日 ISBN 978-4-7973-5919-0

## 印象歌曲
在安利美特與虎之穴發行的單行本第五集限定版附有角色印象歌曲作為特典，兩者的內容不同。在GA雜誌也有附贈同一首歌的不同版本。
- 收錄歌曲

- 希望的音色
- Azure orbit

## 特別篇
於SoftBank Creative發行的GA文庫雜誌《GA雜誌》有聲音×魔法的特別篇連載。此雜誌還有連載神曲奏界與GA文庫其他作品的短篇和特別篇。

## 外部連結
- GA文庫作品介紹 （页面存档备份，存于）
- 聲音×魔法桌布 （页面存档备份，存于）